# Juan Castellví
Juan Castellví, (1 de enero de 1895, Filipinas, Virreinato de Nueva España) fue un jugador de baloncesto hispano-filipino al nacer bajo la entidad territorial española de la Capitanía General de Filipinas.
Fue uno de los integrantes de la fundación del Madrid Basket-Ball en marzo de 1931.

## Trayectoria
Era un jugador de notable técnica, muy ágil y habilidoso con el balón. 
Castellví contribuyó a la conquista del primer gran título del Real Madrid, el Campeonato castellano que se ganó en la temporada 1932-1933. Dejó el equipo en la temporada 1933-34, para regresar a Filipinas, su país natal.
Antes de su marcha, el Club le brindó un merecido homenaje, en el que se le impuso la Medalla al Mérito Deportivo.